# Kučukalići
Kučukalići su bošnjačka begovska obitelj iz Brčkog, u Bosni i Hercegovini. 
U nekoliko izvora spominje se podatak da je Ali-aga Kučukalić bio prvi milijunaš u Bosni i Hercegovini, što potpuno korespondira vrijednosti kapitala kojim je raspolagao i svjetskim razmjerima trgovine koje je Brčko dosegnulo u tom periodu.

## Obiteljska povijest
Ali-aga Kučukalić se u Brčko doselio iz Čačka 1821. godine. U Brčkom se obogatio loveći ribu i trgujući soli. Sa svojim sinovi dao je neizbrisiv doprinos razvoju Brčkog, Bosanskog Šamca i Gračanice. 
Kučukalići su u Brčkom gradili najznačajnije poslovno-stambene objekte koji i danas krase centar grada. Može se kazati da su dali pečat urbanom razvoju Brčkog kad je riječ graditeljskoj baštini. Njihovi objekti snažno oblikuju identitet grada i potvrđuju uklapanje graditelja u europske arhitektonske tokove. Većina ovih objekata nalazi se na stalnoj ili privremenoj listi nacionalnih spomenika kulture Bosne i Hercegovine. U Brčkom je Ali-aga Kučukalić dao sagraditi austrougarsku vilu, danas poznatu kao Kočića kuća. Podignuta je u naselju Kolobara, u blizini Bijele džamije. Objekt je građen u pseudomaurskom stilu, prema projektu arhitekta Aleksandra Viteka. U istom gradu je, između ostalog, izgradio palaču, hotel Posavinu, ruždiju i Čačak medresu.
U Bosanskom Šamcu 1904. godine, Ali-aga i njegov sin Fehim-aga Kučukalić sagradili su austrougarsku vilu, koja je danas poznata kao Begova kuća. Kučukalića vilu gradili su talijanski majstori prema projektu Aleksandra Viteka. Fehim-aga je ovaj objekt prodao Husein-agi Repčiću, a od njega 1913. godine je kupio Muharem-beg Mahmutbegović. Tijekom, ali i nakon Drugog svjetskog rata u prostorijama kuća se nalazila ambulanta, da bi vremenom preimenovana u Gradsku knjižnicu. Tu namjenu će imati sve do 1981. godine, kada je u ovu zgradu smješten Sud za prekršaje. Pored ove vile, Fehim-aga Kučukalić bio je vlasnik nekoliko kuća i konaka na prostoru Bosanskog Šamca. U Brčkom je u središtu grada izgradio zgradu za iznajmljivanje, koja je danas poznata kao zgrada Veselin Masleša.
Drugi sin Ali-age, Mujaga Kučukalić, dao je sagraditi veliku kuću u Gračanici. Mujaga je bio oženjen kćerkom gračaničkog gradonačelnika i veleposjednika Gani-bega Muftića. Pored trgovačke djelatnosti, 1910. godine se upustio u političke vode, prilikom čega je na izborima navedene godine biran za predstavnika u Općinsko vijeće. Mujaga Kučukalić je tom prilikom opisan kao mlad i inteligentan čovjek dobrih manira.
Ali-aga Kučukalić je umro 1905. godine u Brčkom. Za svoje zasluge i nemjerljiv doprinos široj društvenoj zajednici Ali-aga je odlikovan nišanom željezne krune III. reda. Iza njega je ostalo veliko potomstvo, ali u izvorima se navode različiti podatci o broju njegove djece. Prevladava podatak da je Ali-aga imao dva braka, iz prvog se izrodilo sedmero, a iz drugog desetero djece, a doživio je i praunučad. Od potomaka imenom su poznati sljedeći: Ibrahim (Ibrahim-aga), Salih (Hadži Salih-aga), Paša, Fehim (Hadži Fehim-aga), Abdulah (Hafiz Abdulah ef. ili Abdaga), Mustafa (Mujaga), Mehmed (Mehmed-aga) i Naza.
Veličina materijalnih dobara, koje su poklonili za potrebe zajednice, Ali-agu Kučukalića i njegove potomke svrstavaju u red najvećih vakifa u Bosni i Hercegovini i najvećim u povijesti Brčkog. Izgradili su i poklonili tri medrese, a vakufnamom iz 1903. godine Ali-aga Kučukalić je uvakufio šest magaza, osam kuća na sprat s vlastitim gradilištem ili bez njega, tri prizemne kuće, kuću s magazom, osamnaest dućana, pekarnicu, dvije kavane, berbernicu i gradilišta, te zemljište za mezarje na kojem su ukopavani Bošnjaci posljednjih 120 godina. Njegov sin Salih-aga Kučukalić 1909. godine vakufi 17 katastarskih čestica, a vakufom Kučukalića smatra se i zgrada Mektebi ibtidaije, te most na rijeci Brki u Brčkom.

## Vanjske poveznice
- Uloga vakufa u razvoju Brčkog sa posebnim osvrtom na vakuf Alijage Kučukalića  Arhivirana inačica izvorne stranice od 27. rujna 2020. (Wayback Machine) BZK Preporod Brčko
- Iz prošlosti Brčkog: Ali-aga Kučukalić, Džemat Gornji Rahić